# MANET baza podataka
Molekularna mreža predaka (engl. Molecular Ancestry Network - MANET) bioinformatička je baza podataka koja mapira evolucionarne relacije proteinskih arhitektura direktno na biološke mreže. Ovaj resurs su originalno razvili Hi Šin Kim, Džej E. Mitental i Gustavo Kaetano-Anolis sa Departmana ratarskih nauka Univerziteta u Ilinoisu u Urbana-Šampejnu.
MANET prati na primer poreklo individualnih metaboličkih enzima u metabolizmu putem bioinformatičkih, filogenetičkih, i statističkih metoda. MANET trenutno povezuje informacije u bazi podataka strukturne klasifikacije proteina (SCOP), bazi podataka metaboličkih puteva Kjotske enciklopedije gena i genoma (KEGG), i filogenetske rekonstrukcije koje opisuju evoluciju arhitektura proteinskih savijanja na univerzalnom nivou. MANET doslovno „odslikava” predačke odnose enzima izvedenih iz ukorenjenih filogenetičkih stabala direktno na jednu od stotina reprezentacija metaboličkih puteva, odajući počast jednom od očeva of impresionizma. Sistem isto tako pruža mnoštvo funkcionalnosti koje omogućavaju pretraživanje specifičnih proteinskih savijanja sa definisanim predačim vrednostima, prikazujući distribuciju enzima, i istražujući kvantitativne detalje koji opisuju individualna proteinska savijanja. Time se omogućava studiranje globalnih i lokalnih arhitektura metabolčkih mreža, i ekstrakcija evolucionih obrazaca na globalnom i lokalnom nivou.
Statistička analiza podataka u MANET bazi podataka je ukazala na primer na neravnomernu distribuciju predačkih vrednosti dodeljenih proteinskim savijanjima svake podmreže, što je indikacija da se evolucija metabolizma odvila globalno putem široko zastupljenog regrutovanja enzima. MANET je nedavno korišten za izučavanje procesa enzimatskog regrutovanja u metaboličkim mrežama i izveden je zaključak da je moderni metabolizam potekao iz metaboličke podmreže purinskih nukleotida. Ova baza podataka je korisna u izučavanju metaboličke evolucije.